# Simulium bulbiferum
Simulium bulbiferum är en tvåvingeart som beskrevs av Alex Fain och Félix Dujardin 1983. Simulium bulbiferum ingår i släktet Simulium och familjen knott. Inga underarter finns listade i Catalogue of Life.